# Élections législatives albanaises de 2009
Des élections législatives ont été organisées en Albanie pour élire les 140 députés de l'Assemblée d'Albanie, le 28 juin 2009. Elles font suite aux élections de 2005.

## Contexte
Elles opposent notamment Sali Berisha du Parti démocrate d'Albanie (au pouvoir) à Edi Rama du Parti socialiste d'Albanie, organisé dans une coalition de gauche. La loi électorale a été modifiée, en faveur d'un scrutin proportionnel régional. Les deux principaux partis sont à la tête de deux coalitions électorales dont les sondages indiquent qu'elles sont au coude à coude.
Peu avant les élections, le Parti de l'Union pour les droits de l'homme (minorité grecque) a changé d'allié, en quittant le PDA pour le PSA.
Le chef de la délégation de l'Union européenne à Tirana, Helmut Lohan, a déclaré en janvier 2009 que ces élections seraient considérées comme un test pour la future adhésion de l'Albanie à l'Union. Les différents observateurs présents ont constaté un déroulement régulier et aucune fraude n'a été constatée, pour la première fois, ce qui confirme la régularité de leur tenue.

## Résultats
| Parti                    | Parti                                               | Voix    | %     | +/- | Sièges | +/-           |
| ------------------------ | --------------------------------------------------- | ------- | ----- | --- | ------ | ------------- |
|                          | Parti socialiste d'Albanie (PSSH)                   | 610 228 | 40,91 |     | 65     |               |
|                          | Parti démocrate d'Albanie (PDSH)                    | 598 581 | 39,99 |     | 68     |               |
|                          | Mouvement socialiste pour l'intégration (LSI)       | 72 872  | 4,84  |     | 4      |               |
|                          | Parti républicain d'Albanie (PRS)                   | 30 557  | 2,09  |     | 1      |               |
|                          | Parti social-démocrate (PSD)                        | 26 025  | 1,78  |     | 0      |               |
|                          | Parti de l'Union pour les droits de l'homme (PBDNJ) | 18 306  | 1,18  |     | 1      |               |
|                          | Parti de la justice et de l'intégration (PDI)       | 14 364  | 0,96  |     | 1      |               |
|                          | G99                                                 | 13 947  | 0,87  |     | 0      |               |
|                          | PDS                                                 | 13 032  | 0,84  |     | 0      |               |
|                          |                                                     |         |       |     |        |               |
| Votes valides            |                                                     |         |       |     |        |               |
| Votes blancs et nuls     |                                                     |         |       |     |        |               |
| Total                    | Total                                               |         | 100   | –   | 140    | en stagnation |
| Abstentions              |                                                     |         |       |     |        |               |
| Inscrits / participation |                                                     |         |       |     |        |               |

### Remarques
L'Alliance pour les changements, formée du Parti démocrate au pouvoir, du Parti républicain et du Parti de la justice et l'intégration rassemble 70 sièges, soit tout juste la moitié du total des mandats à pourvoir. L'Unification pour les changements formée par le Parti socialiste, le Parti social-démocrate, le Parti de l'Union pour les droits de l'homme et G99 obtient quant à elle 66 sièges. Avec les 4 sièges du LSI, les partis d'oppositions occupent eux aussi 70 sièges.